# Kriosukcja
Kriosukcja, inaczej ssanie lodowe – jeden z procesów powstawania lodu segregacyjnego, polegający na przemieszczaniu molekuł wody w kierunku powierzchni przemarzania (frontu przemarzania). Wraz z lodem przemieszczaniu ulegają cząstki glebowe. W ten sposób proces ten przyczynia się do rozwoju m.in.:
- lodu włóknistego,
- wysadzin drogowych, które w konsekwencji przyczyniają się do powstania przełomów drogowych.